# Niki Terpstra
Niki Terpstra (ur. 18 maja 1984 w Beverwijk) – holenderski kolarz szosowy i torowy. Czterokrotny mistrz świata w drużynowej jeździe na czas.
Jednym z największych sukcesów zawodnika jest czterokrotne mistrzostwo świata w barwach Omega Pharma-Quick Step w wyścigu drużynowym na czas (2012, 2013, 2016, 2018). Zwycięzca Dwars door Vlaanderen w 2012. Mistrz Holandii w wyścigu ze startu wspólnego (2010, 2012, 2015).
Dwukrotnie wystąpił w igrzyskach olimpijskich (2008, 2012).
13 kwietnia 2014 wygrał jeden z najsłynniejszych klasycznych wyścigów kolarskich - Paryż-Roubaix (2014).

## Najważniejsze osiągnięcia
2004
- 1. miejsce w mistrzostwach Holandii (scratch)

2005
- 1. miejsce w mistrzostwach Holandii (scratch)
- 1. miejsce w mistrzostwach Holandii (wyścig punktowy)

2006
- 1. miejsce na 6. etapie Tour de Normandie

2007
- 1. miejsce w mistrzostwach Holandii (scratch)
- 1. miejsce w mistrzostwach Holandii (madison)
- 1. miejsce w klasyfikacji górskiej Deutschland Tour

2009
- 1. miejsce na 3. etapie Critérium du Dauphiné Libéré

2010
- 1. miejsce w mistrzostwach Holandii (start wspólny)
- 1. miejsce w Sparkassen Giro Bochum

2012
- 1. miejsce w mistrzostwach Holandii (start wspólny)
- 1. miejsce w Dwars door Vlaanderen
- 3. miejsce w Eneco Tour
- 1. miejsce w mistrzostwach świata (jazda druż. na czas)

2013
- 3. miejsce w Driedaagse van West-Vlaanderen
- 3. miejsce w Driedaagse van De Panne-Koksijde
- 3. miejsce w Paryż-Roubaix
- 2. miejsce w mistrzostwach Holandii (jazda indywidualna na czas)
- 6. miejsce w Grand Prix Cycliste de Québec
- 1. miejsce w mistrzostwach świata (jazda druż. na czas)

2014
- 1. miejsce w Tour of Qatar
- 2. miejsce w E3 Harelbeke
- 6. miejsce w Ronde van Vlaanderen
- 1. miejsce w Paryż-Roubaix
- 2. miejsce w Mistrzostwach Holandii w wyścigu ze startu wspólnego
- 3. miejsce w mistrzostwach świata (jazda druż. na czas)

2015
- 1. miejsce w Tour of Qatar
- 2. miejsce w Omloop Het Nieuwsblad
- 1. miejsce w mistrzostwach Holandii (start wspólny)
- 2. miejsce w mistrzostwach świata (jazda druż. na czas)

2016
- 10. miejsce w Ronde van Vlaanderen
- 1. miejsce w Eneco Tour
- 1. miejsce w mistrzostwach świata (jazda druż. na czas)

2017
- 3. miejsce w Ronde van Vlaanderen

2018
- 1. miejsce w Le Samyn
- 1. miejsce w E3 Harelbeke
- 1. miejsce w Ronde van Vlaanderen
- 3. miejsce w Paryż-Roubaix
- 9. miejsce w BinckBank Tour
- 1. miejsce w mistrzostwach świata (jazda druż. na czas)

2019
- 3. miejsce w Kuurne-Bruksela-Kuurne
- 3. miejsce w Le Samyn
- 3. miejsce w Circuit de Wallonie
- 2. miejsce w Dwars door het Hageland
- 3. miejsce w Tour Poitou-Charentes en Nouvelle-Aquitaine
- 2. miejsce w Paryż-Tours

## Rankingi
| Rok                | 2005 | 2006 | 2007 | 2008 | 2009 | 2010 | 2011 | 2012 | 2013 | 2014 | 2015 | 2016 | 2017 | 2018 | 2019 | 2020  | 2021  | 2022  |
| ------------------ | ---- | ---- | ---- | ---- | ---- | ---- | ---- | ---- | ---- | ---- | ---- | ---- | ---- | ---- | ---- | ----- | ----- | ----- |
| UCI ProTour        | -    | -    | 122. | -    |      |      |      |      |      |      |      |      |      |      |      |       |       |       |
| UCI World Calendar |      |      |      |      | 193. | -    |      |      |      |      |      |      |      |      |      |       |       |       |
| UCI World Tour     |      |      |      |      |      |      | 175. | 31.  | 53.  | 26.  | 37.  | 47.  | 65.  | 24.  |      |       |       |       |
| World Ranking      |      |      |      |      |      |      |      |      |      |      |      | 54.  | 73.  | 21.  | 94.  | 1170. | 1295. | 1049. |
| UCI Europe Tour    | 431. | 87.  |      |      |      |      |      |      |      |      |      | 95.  | 339. | 101. | 76.  | 906.  | 930.  | 751.  |
| UCI Asia Tour      | -    | -    |      |      |      |      |      |      |      |      |      | 63.  | -    | 472. |      |       |       |       |
|                    |      |      |      |      |      |      |      |      |      |      |      |      |      |      |      |       |       |       |
| Źródło: UCI        |      |      |      |      |      |      |      |      |      |      |      |      |      |      |      |       |       |       |